# Conger orbignianus
Conger orbignianus és una espècie de peix pertanyent a la família dels còngrids.

## Descripció
- Pot arribar a fer 112 cm de llargària màxima.
- Aletes pectorals petites.[3][4]

## Alimentació
Menja peixos, gambes, crancs i mol·luscs.

## Depredadors
És depredat per Squatina guggenheim.

## Hàbitat
És un peix marí, demersal i de clima subtropical (4°N-45°S) que viu a la plataforma continental.

## Distribució geogràfica
Es troba a l'Atlàntic oriental (des del sud del golf de Guinea -Annobón, Guinea Equatorial- fins a Namibe -Angola-) i l'Atlàntic occidental (des de Rio de Janeiro -el Brasil- fins al nord de l'Argentina).

## Observacions
És inofensiu per als humans.